# Бомбовый ящик
Бомбовый ящик — специальная артиллерийская четырёхколёсная  повозка (фура) для перевозки (подвоза) боевых припасов для гаубиц и мортир в русской артиллерии.
Запряжка для бомбового ящика была принята хомутовая.

## История
В Вооружённых силах Русского царства боевые припасы для полевой артиллерии (полковой и осадной или большой) перевозились на обывательских подводах.
Ротный командир бомбардиров Преображенского полка капитан Пётр Алексеевич ввёл для полевой артиллерии Русской гвардии и армии так называемый «скорострельный» зарядный ящик, для пушек, тогда же введены и для гаубиц и мортир 4-колёсные бомбовые ящики. В артиллерии государств Западной Европы зарядные ящики введены лишь во второй половине XVIII века.
Бомбовые ящики — длинные четырехколесные зарядные фуры со снарядными клетками и длинною двускатною крышею, игравшие роль зарядных ящиков, в полковой и большой (осадной) артиллерии. Эти ящики имели дышло и вагу с вальками. В бомбовых ящиках возились бомбы и порох для орудий крупного калибра, но возились они отдельно. Порох для зарядов возился в бочонках (бочках), к верхнему срезу которых прикреплялся кожаный мешок, сверху завязанный ремнем на сборках. 
Пороховой бочонок (бочка) носил название «капиармус».